# Gristede
Gristede est un quartier de Wiefelstede, commune de l’arrondissement d'Ammerland, en Basse-Saxe, Allemagne.

## Divers
Le sentier du Jade passe par le quartier.